# Chiuditi nel cesso
Chiuditi nel cesso è un brano degli 883, ed è stato il primo singolo, nonché unico inedito, estratto dall'album Remix '94, pubblicato nel luglio del 1994. Con questo brano gli 883 parteciparono al Festivalbar di quell'anno. Questa canzone rappresenta anche l'ultimo singolo pubblicato prima che Mauro Repetto abbandonasse gli 883.

## Tracce
1. Chiuditi nel cesso (Radio edit)
2. Chiuditi nel cesso (Instrumental)
3. Chiuditi nel cesso (Remix 1)
4. Chiuditi nel cesso (Remix 2)

## Formazione
- Max Pezzali - voce
- Mauro Repetto - voce addizionale e sequencer
- Demo Morselli - sassofono
- Marco Guarnerio - chitarra
- Pierpaolo Peroni - tastiere
- Marco Repetto - basso
- Mario Zapparoli - batteria[senza fonte]

## Classifica
| Classifica (1994) | Posizione massima |
| ----------------- | ----------------- |
| Italia            | 2                 |